# MACO
Mayer & Co Beschläge GmbH (известное также как MACO) — производитель оконной и дверной фурнитуры. Головной офис компании расположен в г. Зальцбурге, Австрия. Всего компания насчитывает около 2.300 сотрудников (июль 2015 года). Общая производственная площадь более 130.000 м². Компания имеет сеть сбытовых партнёров по всему миру.

## История
Предприятие было основано в 1947 году г-ном Лорецем Майером в Альтенмаркте. В 1952 году происходит переезд предприятия из Альтенмаркта в Зальцбург. В 1971 году после скоропостижной смерти Лоренца Майера управление фирмой переходит его сыну, дипломированному инженеру Эрнсту Майеру.
В 1972—1992 гг. происходит рост предприятия в несколько этапов, производственные площади увеличиваются до 25.400 м² и количество сотрудников — до 590. В 1995 году был открыт завод в Трибене, в 2007 году была закончена последняя очередь строительства.

## Место расположения

### Заводы
В настоящее время фурнитура МАСО производится на 3 заводах, расположенных в Австрии:
- Зальцбург[1]
- Трибен[2]
- Маутендорф. Завод введен в эксплуатацию в начале 2010 года[2].

27 мая 2010 года состоялось официальное открытие завода «МАКО ФУРНИТУРА» в г. Калуга, Российская Федерация . В настоящий момент на заводе «МАКО ФУРНИТУРА» в Калуге производится конечный монтаж основных элементов фурнитуры на 11 сборочных линиях. Компания Mayer & Co Beschläge GmbH инвестировала в российское предприятие более 10 млн. евро и создала 200 рабочих мест на заводе в Калуге.
Ежегодно МАСО производит фурнитуру для 35 миллионов окон.

### Представительства
Представительства компании находятся в следующих странах:
- Италия (под именем MAICO). Является центром снабжения для рынков Испании, Португалии и Греции
- Великобритания
- Нидерланды
- Германия
- Польша
- Россия
- Чехия
- Словакия
- Франция
- Испания
- Румыния
- Украина

## Группы продуктов компании МАСО
- MULTI Поворотная и поворотно-откидная фурнитура
- EMOTION Оконные ручки
- PROTECT Дверные замки
- RAIL-SYSTEMS Фурнитура для сдвижных систем
- RUSTICO Фурнитура для ставней
- PRO-DOOR Дверные петли
- ESPAGS Поворотные механизмы для наружного открывания